# Roanoke International Tennis 1975
Il Roanoke International Tennis 1975 è stato un torneo di tennis giocato sul sintetico indoor. È stata la 4ª edizione del Roanoke International Tennis, che fa parte del Commercial Union Assurance Grand Prix 1975. Si è giocato a Roanoke negli Stati Uniti, dal 29 gennaio al 4 febbraio 1975.

## Campioni

### Singolare
Roger Taylor ha battuto in finale  Vitas Gerulaitis con il punteggio di 7–6, 7–6

### Doppio
Vitas Gerulaitis /  Sandy Mayer hanno battuto in finale  Juan Gisbert Sr. /  Ion Țiriac con il punteggio di 7–6, 1–6, 6–3